# Czesław Przybyła

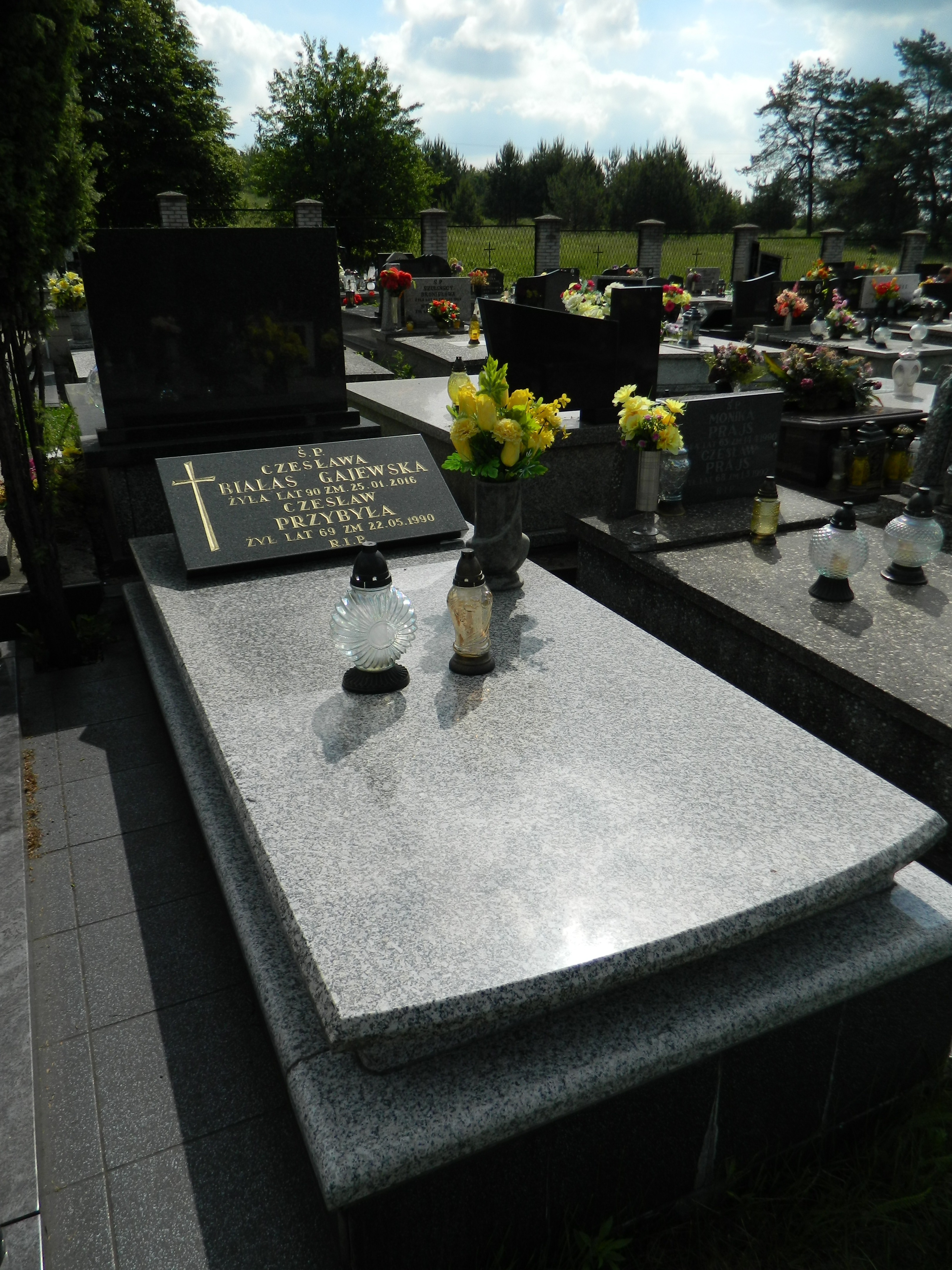
Grób Czesława Przybyły na cmentarzu w Tucznawie w Dąbrowie Górniczej

Czesław Przybyła (ur. 16 sierpnia 1921 w Tucznawie, zm. 22 maja 1990 w Łodzi) – polski aktor teatralny i filmowy.

## Życiorys
Absolwent PWSA w Krakowie (1948). W czasie studiów występował w Teatrze im. Słowackiego w Krakowie, a po ich ukończeniu, sezonie 1948/1949, w Teatrze Wybrzeże w Gdańsku. Następnie występował na deskach teatrów łódzkich: im. Stefana Jaracza (1949–1959) i Powszechnego (1959–1981). Został pochowany na cmentarzu w Tucznawie w Dąbrowie Górniczej.

## Wybrana filmografia
- Między ustami a brzegiem pucharu (1987), reż. Zbigniew Kuźmiński – Mateusz, lokaj w Mariampolu
- Diabelskie szczęście (1985), reż. Franciszek Trzeciak – Nowak
- Vabank II, czyli riposta (1984), reż. Juliusz Machulski – strażnik więzienny na Sikawie
- Vabank (1981), reż. Juliusz Machulski – urzędnik więzienny
- Czerwone węże (1981), reż. Wojciech Fiwek – Chruścik, organizator wyjazdu dzieci do Łodzi
- Lęk przestrzeni (1980), reż. Krzysztof Nowak-Tyszowiecki – Leszek
- ...Droga daleka przed nami... (1979), reż. Władysław Ślesicki – Kroll
- Tańczący jastrząb (1977), reż. Grzegorz Królikiewicz – nauczyciel
- Siedem stron świata (1974), (odc. 2)
- Z przygodą na ty (1968), reż. Wadim Berestowski – kłusownik (odc. 2)
- Bicz Boży (1966), reż. Maria Kaniewska – listonosz
- Głos ma prokurator (1965), reż. Włodzimierz Haupe – Stefan Duraj, przewoźnik
- Pigułki dla Aurelii (1958), reż. Stanisław Lenartowicz – żandarm niemiecki

Źródło: Filmpolski.pl.

## Nagrody i odznaczenia
- 1955: Medal 10-lecia PRL
- 1965: Złoty Krzyż Zasługi
- 1966: Nagroda CRZZ
- 1966: Odznaka 1000-lecia Państwa Polskiego
- 1971: Odznaka „Zasłużony Działacz Kultury”
- 1972: Honorowa Odznaka miasta Łodzi

Źródło: Filmpolski.pl.